# Курсанова Марина Вікторівна
Мари́на Ві́кторівна Курса́нова (рос. Мари́на Ви́кторовна Курса́нова; 1 лютого 1963, Каспійськ) — українська письменниця, поетеса, бард, виконавиця власних пісень в жанрах авторської та популярної пісні, шансону, етно і рок-балад.

## Біографічні дані
Народилася 1 лютого 1963 року в Каспійську, що в Дагестані, в сім'ї геолога, Віктора Курсанова, згодом викладача Львівського політехнічного інституту. Закінчила Львівську середню школу № 69. 1984 року закінчила відділення редагування Українського поліграфічного інституту імені Івана Федорова. Працювала у львівських виданнях — «Галицькі контракти» та газетах «Експрес», «Високий Замок», «Європеєць», у яких поміщала статті на теми літератури, науки та мистецтва. Працювала також у видавництві «Ахілл» і журналі «Податкове планування», у газеті «Крок» (головним редактором). Займалась видавничою діяльністю, була співвласником видавництв «Арт-Прінт», «Барви». Певний час вела телепрограму на Львівському обласному телебаченні. Мешкає у Львові.
Має двох дітей — дочку Алісу і сина Микиту.

## Творчість

### Літературна
Марина Курсанова дебютувала як поетеса в журналі «Родник» (Рига, 1989). Друкувалась у виданнях «Високий Замок», «Гамаюн», «ТОР», «Прямая речь», «Арион», «Волга», «Весь», «Бібліотека Утопій». Належить до членів Львівської асоціації літераторів імені Сергія Єсеніна. Поезія Марини Курсанової публікувалася в колективних збірках і в альманасі «Книга соблазнённых поэзией», складеному з віршів львівських поетів, у рамках проекту «Библиотека утопий» (Москва, 2000). Окрема поетична збірка «Лодка насквозь» вийшла у Львові 1995 року. Прозові й поетичні твори авторки також регулярно друкувалися в журналі «Знамя». 2003 року Марина Курсанова стала лауреаткою премії цього журналу — за публікацію «Птенцы летят следом… Путеводитель по литературной карте Львова».
2000 року вийшли у світ її два романи в жанрі іронічного детективу. У романі «Любовь пчёл трудовых» Курсанова розвиває тему сучасної бізнес-леді й поєднує мотиви серйозної прози з гострим, цікавим сюжетом і всією атрибутикою детективу. Роман «Список мёртвых мужчин» — це також іронічний детектив з елементами мелодрами, дія якого відбувається в наші дні.
Деякі твори Марини Курсанової перекладено шведською, польською й українською мовами.

### Пісенна
Ще студенткою Марина захопилась авторською піснею й записалася до львівського клубу авторської пісні «Послухайте». Виступала на кількох пісенних фестивалях. У галузі пісенної творчості співпрацювала з Володимиром Бебешком, Геннадієм Крупніком. У виконавчій діяльності співпрацювала з Йосипом Крупицьким і Андрієм Явним. Пісні Курсанової виконує, зокрема, Віталій Козловський (альбом «Красота — Разлука»). Загалом у 1993—2005 роках Марина Курсанова випустила десять музичних альбомів. Її пісні відзначаються ліричністю, вдумливістю й поетичністю.

## Твори

### Поезія і проза
- «Лодка насквозь». — Львов: Мономах-Вест, 1995
- «Список мёртвых мужчин». — М. и Харьков: Фолио и АСТ, 2000. Серия: Иронический детектив. — 317 с. ISBN 966-03-0867-1
- «Любовь пчёл трудовых». — М. и Харьков: Фолио и АСТ, 2000. Серия: Иронический детектив. Кобра. — 432 с. ISBN 966-03-1062-5
- «Свет не мигал в столетошних залах». Штрихи. — Журнал «Знамя», № 9, 2002
- «Птенцы летят следом… Путеводитель по литературной карте Львова». — Журнал «Знамя», № 6, 2003

### Музичні альбоми
- «Игры в городки», Марина Курсанова и Иосиф Крупицкий, 1993.
- «Судьбы не понимая», 1996.
- «Неле, или Песни средних веков», 1996.
- «Ласточка (Пошлые песни)», 1997—2003.
- «Высоко в цвету», 2000.
- Песни морских людей, 2001.
- «Она», 2002.
- «Под русским снегом», 2003.
- «Уезжаем, уезжаем…» (ранние песни), 2004.
- «Летающие волшебники», Лао и Марина Курсанова, 2005.

## Переклади творів Курсанової
- Шведською: «Ljuset blinkade inte i de sekelgamla salarna» («Свет не мигал в столетошних залах»). Övers. Kajsa Öberg Lindsten. jmm. 2005:2, s. 27-39. Ord och bild. 2007:5, s. 72-91[4].
- Українською: «Превращение — Перетворення». Збірка поезій. — Львів: Джезва, 2015. Переклала Наталія Трохим.

## Нагороди та відзнаки
- 2003 — Премія журналу «Знамя» за публікацію «Птенцы летят следом… Путеводитель по литературной карте Львова».